# گروه سوم نیروهای ویژه (ایالات متحده)
گروه سوم نیروهای ویژه (انگلیسی: 3rd Special Forces Group)  واحدی از هنگ نیروهای ویژه نیروی زمینی ایالات متحده آمریکا است. وظیفه این گروه اعزام و استقرار برای اجرای ۹ مأموریت دکترینال در حوزه استحفاظی خود است: جنگ غیرمتعارف، دفاع داخلی خارجی، اقدام مستقیم، عملیات ضد شورشگری، شناسایی ویژه، ضد تروریسم، عملیات‌های اطلاعاتی، منع گسترش سلاح‌های کشتار جمعی و کمک به نیروهای امنیتی. گروه سوم در ابتدا وظیفه عملیات در حوزه مسئولیت ستاد فرماندهی آفریقای ایالات متحده (AFRICOM) را به عنوان بخشی از فرماندهی عملیات‌های ویژه، آفریقا (SOCAFRICA) بر عهده داشت. هم اکنون بر اساس بخشنامه ستاد فرماندهی عملیات ویژه، حوزه عملیاتی این گروه آفریقا است ولی در کارائیب و خاورمیانه بزرگ هم فعالیت می‌کند. گروه سوم عملیات ویژه (هوابرد) در جنگ با تروریسم اقدامات گسترده‌ای انجام داده و اعضای آن در جنگ افغانستان توانایی خود را اثبات کرده‌اند.